# Мала Тартарія

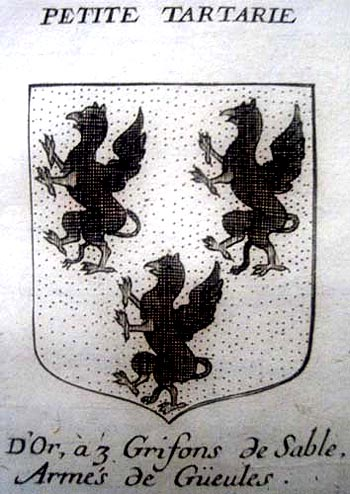
Герб Малої Тартарії та нащадків хана Мамая.

Мала Тартарія або Татарія (лат. Tartaria Minor, італ. Tartaria Piccola, фр. la petite Tartarie) — назва регіону, що використовувалося в європейській картографії, географії та історіографії Середньовіччя та Нового часу, поки на землях Кримського ханства не з'явилася спочатку Таврійська область, а потім Новоросійська та Таврійська губернія (у працях італійських істориків термін зустрічається до середини XIX століття, наприклад,у  «Політичній географії» Чезаре Канту).
Мала Тартарія розташовувалась на території сучасної південної України між річками Дніпро та Дон (включаючи Крим), обмежувалася з півдня узбережжям Чорного та Азовського морів.